# Tatsuya Shirai
Tatsuya Shirai (jap. 白井達也 Shirai Tatsuya; ur. 16 lipca 2000) – japoński zapaśnik walczący w stylu wolnym. Brązowy medalista mistrzostw Azji w 2024 i 2025. Szósty w Pucharze Świata w 2022. 
Mistrz świata U-23 w 2022 i drugi w 2023. Mistrz Azji juniorów w 2019 roku.